# Юсоф бин Исхак
Юсоф бин Исхак (малайск. Yusof bin Ishak; 12 августа 1910, Теронг, Тайпинг, Перак, Федерированные малайские государства — 23 ноября 1970, Сингапур) — сингапурский журналист и государственный деятель, первый президент Сингапура. Старший брат Абдула Азиза Исхака.

## Биография

### Ранние годы
Родился в семье высокопоставленного государственного чиновника, выходца с Суматры (минангкабау). Мать — малайка из Нидерландской Индии. Его отец, Исхак бин Ахмад, также был государственным служащим и занимал должность исполняющего обязанности директора по рыболовству, Стрейтс-Сетлментсу и Федерированного малайского государства. Был старшим из 9 детей. Его брат, Азиз Исхак, был малайским журналистом и борцом за свободу.
В 1933 году вместе с семьёй переехал в Сингапур. Окончил сингапурскую школу Виктории (1923) и Колледж Раффлза (1927), где получал стипендию королевы (единственный из малайцев). До 1929 года обучался в независимой международной школе Raffles Institution. Увлекался спортом: хоккей, крикет, водное поло, тяжёлая атлетика, бокс (чемпион Сингапура 1933 года в лёгком весе). Был членом кадетского корпуса школы (первым среди местных студентов получил звание второго лейтенанта), являлся редактором школьного журнала «Раффлзец».

### Журналистская деятельность
В 1929 году основал с друзьями журнал «Спортсмен». С 1932 года работал в малайскоязычной газете «Варта Мелайю», где вскоре занял пост заместителя главного редактора. В 1938 году совместно с коллегами основал издательскую компанию «Утусан Мелаю», которая со следующего года стала издавать газету с тем же названием. Юсоф стал первым редактором газеты. Во время японской оккупации (1942—1945) он находился в Малайе, но был вынужден заняться торговлей продовольствием. После японской капитуляции вернулся в Сингапур и продолжил издание газеты. В 1958 году после провозглашения в 1957 году независимости Малайской федерации переехал в Куала-Лумпур и перенес издание газеты в столицу Малайской федерации. Однако конфликт с Объединённой малайской национальной организацией вынудил его в 1959 году продать ей акции компании и вернуться в Сингапур.

### Общественная и государственная деятельность
С 1948 по 1950 год работал в Апелляционном комитете по кинофильмам, также был членом Комитета по природным заповедникам и комиссии по малайизации. Затем был назначен на пост председателя Комиссии по коммунальным услугам Сингапура.
После победы партии «Народное действие» на всеобщих выборах 1959 года был назначен Янг ди-Пертуан Негара (верховным выборным лицом) и был приведён к присяге 3 декабря 1959 года, в том числе с 1963 года в составе Малайзии. Его правление было омрачено межрасовыми конфликтами, при этом он сам активно продвигал мультикультурализм и обращался к людям всех рас с призывом восстановить доверие и спокойствие после расовых беспорядков 1964 года.
9 августа 1965 года Сингапур был выделен из состава Малайзии и стал независимым государством. Должность Ян ди-Пертуана Негары была упразднена, и он стал первым президентом Сингапура. На посту президента продолжал продвигать мультикультурализм и национальную самобытность в стране, посещая избирательные округа и обращаясь к различным расовым и религиозным группам.
Являлся почётным доктором литературы Национального университета Сингапура.
Занимал должность президента до своей смерти 23 ноября 1970 года. Умер от сердечной недостаточности.

## Награды
- Главный орден Темасека (Darjah Utama Temasek) Первого класса (Сингапур)
- Орден «Защитнику короны» (Seri Maharaja Mangku Negara) с титулом Тун (Малайзия)
- Орден Королевской семьи Брунея (Darjah Kerabat Mahkota Brunei) Первого класса
- Орден Святого Иоанна (Великобритания)

## Память
Похоронен на государственном кладбище Кранджи.
- С 1999 года портрет Юсофа бин Исхака изображается на сингапурских банкнотах.
- Имя Юсофа бин Исхака носит мечеть в районе Вудландз в Сингапуре.
- Его имя присвоено в 2015 году Институту исследований Юго-Восточной Азии (ISEAS).
- В Национальном университете Сингапура имя первого президента носит кафедра факультета общественных наук[2]